# Исток (приток Каменки)
Исток — река в Алтайском крае России. Устье реки находится в 50 км по левому берегу реки Каменка. Длина реки составляет 21 км.

## Данные водного реестра
По данным государственного водного реестра России относится к Верхнеобскому бассейновому округу, водохозяйственный участок реки — Катунь, речной подбассейн реки — Бия и Катунь. Речной бассейн реки — (Верхняя) Обь до впадения Иртыша.